# Nicholas Van Dyke junior

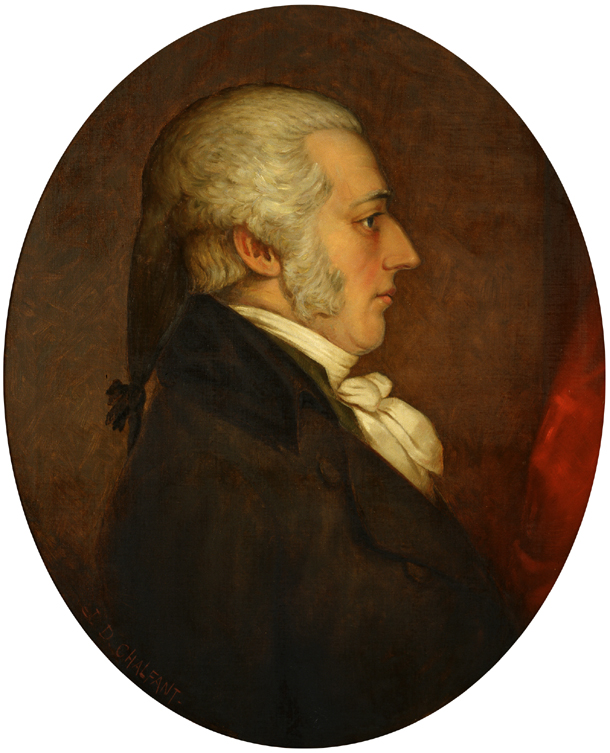
Nicholas Van Dyke

Nicholas Van Dyke Jr. (* 20. Dezember 1770 in New Castle, Delaware Colony; † 21. Mai 1826 in New Castle, Delaware) war ein britisch-amerikanischer Anwalt und Politiker (Föderalistische Partei), der Mitglied des Repräsentantenhauses der Vereinigten Staaten und US-Senator war.

## Leben
Nicholas Van Dyke wurde am 20. Dezember 1770 in New Castle als Sohn von Nicholas Van Dyke Sr. und Charlotte Stanley Van Dyke geboren. Sein Vater war auch schon ein bedeutender Politiker und Mitglied des Kontinentalkongresses. Dem Vorbild seines Vaters folgend, schloss er im Jahr 1788 sein Studium der Rechtswissenschaften am College of New Jersey (heute: Princeton University) ab und erhielt 1792 seine Zulassung als Rechtsanwalt. 1796 heiratete er Mary Ann Leuvaneigh, mit der er sechs Kinder hatte.

## Politische Karriere
Van Dyke war erstmals Mitglied des Repräsentantenhauses für Delaware im 10. Kongress der Vereinigten Staaten. Obwohl die Legislaturperiode schon am 4. März 1807 begonnen hatte, wurde Nicholas Van Dyke erst am 6. Oktober Mitglied des Kongresses, da er die Nachfolge des zurückgetretenen James M. Broom antrat. Auch im darauffolgenden Kongress war er Abgeordneter (4. März 1809–3. März 1811). Da die Föderalisten jedoch nur eine schwache Minderheit darstellten, wurde er im Anschluss Attorney General des Staates Delaware. Danach bekleidete er das Amt eines Staatssenators von Delaware und noch während dieser Amtsperiode wurde er in den Senat der Vereinigten Staaten gewählt, wo er vom 4. März 1817 bis zu seinem Tod am 21. Mai 1826 aktiv war.